# Selenidioides axiferens
Selenidioides axiferens is een soort in de taxonomische indeling van de Myzozoa, een stam van microscopische parasitaire dieren. Het organisme komt uit het geslacht Selenidioides en behoort tot de familie Selenidioididae. Selenidioides axiferens werd in 1936 ontdekt door Fowell.